# 日本商業学会
日本商業学会（にほんしょうぎょうがっかい、英語: Japan Society Of Marketing & Distribution）は、日本の学術研究団体の一つ。

## 概要
1951年4月21日設立。学術研究団体としての種別は単独学会。
商業の理論的および実証的研究を行い、関連諸学会ならびに諸機関との連絡を図り、商業学の発展を期することを目的としている。
国内においては日本経済学会連合および経営関連学会協議会に加盟している。
国際会議としては、Global Marketing Conferenceを共催している。

## 沿革
- 1950年 - 商業研究会発足（前身）。
- 1951年 - 日本商業学会設立。

## 歴代会長一覧
出典は公式サイト等による。
| 代 | 期間              | 氏名       | 備考(主な経歴等)                                 |
| -- | ----------------- | ---------- | ------------------------------------------------ |
| 1  | 昭和26年～39年    | 向井鹿松   | 慶應義塾大学教授                                 |
| 2  | 昭和40年～54年    | 福田敬太郎 | 神戸大学教授、神戸大学学長                       |
| 3  | 昭和55年～60年    | 久保村隆祐 | 東京産業大学（現一橋大学）卒業、横浜国立大学学長 |
| 4  | 昭和61年～平成3年 | 荒川祐吉   | 神戸大学教授                                     |
| 5  | 平成4年～7年      | 田島義博   | 一橋大学卒業、学習院院長・理事長                 |
| 6  | 平成8年～11年     | 田村正紀   | 神戸大学教授                                     |
| 7  | 平成12年～13年    | 阿部周造   | 一橋大学博士（商学）、横浜国立大学教授           |
| 8  | 平成14年～15年    | 石原武政   | 神戸大学大学院修了、大阪市立大学教授             |
| 9  | 平成16年～17年    | 石井淳蔵   | 神戸大学教授                                     |
| 10 | 平成18年～21年    | 原田英生   | 流通経済大学教授                                 |
| 11 | 平成22年          | 陶山計介   | 関西大学教授                                     |
| 12 | 平成23年～26年    | 池尾恭一   | 慶應義塾大学教授                                 |
| 13 | 平成27年～30年    | 高嶋克義   | 神戸大学教授                                     |
| 14 | 令和元年～4年     | 恩蔵直人   | 早稲田大学教授                                   |
| 15 | 令和5年           | 南知惠子   | 神戸大学教授                                     |

## 刊行物

### 流通研究
- 誌名（和文）：流通研究
- 誌名（欧文）：Journal of Marketing & Distribution
- 創刊年：1998
- 資料種別：ジャーナル（査読付き論文を含む）
- 使用言語：日英混在
- 発行形態：印刷体、eジャーナル
- 著作権帰属先：著者
- クリエイティブコモンズ：定めていない
- 購読：-

### JSMDレビュー
- 誌名（和文）：JSMDレビュー
- 誌名（欧文）：JSMD Review
- 創刊年：2017
- 資料種別：ジャーナル（査読付き論文を含む）
- 使用言語：日本語のみ
- 発行形態：印刷体、eジャーナル
- 著作権帰属先：著者
- クリエイティブコモンズ：-
- 購読：-

### International Journal of Marketing & Distribution
- 誌名（和文）：International Journal of Marketing & Distribution
- 誌名（欧文）：International Journal of Marketing & Distribution
- 創刊年：2017
- 資料種別：ジャーナル（査読付き論文を含む）
- 使用言語：英語のみ
- 発行形態：印刷体、eジャーナル
- 著作権帰属先：著者
- クリエイティブコモンズ：-
- 購読：-